# Цебеа (Хунедоара)
Цебеа (рум. Țebea) насеље је у Румунији у округу Хунедоара у општини Баја де Криш. Oпштина се налази на надморској висини од 275 m.

## Становништво
Према подацима из 2002. године у насељу је живело 759 становника, од којих су сви румунске националности.